# COLT Studio Group
COLT Studio Group é uma produtora de filmes pornográficos voltados para o público masculino gay. A empresa foi fundada em 1967, na cidade de Nova Iorque, mas, mudou-se para Los Angeles e vinte e cinco anos depois instalou sua sede em São Francisco, na Califórnia. A empresa produz e distribui um amplo conteúdo online, através de seu site, acessado no mundo inteiro. 
A empresa possui doze subsidiárias, que atuam em ramos diferentes. A COLT Gear e a Buckshot Toys são responsáveis pela produção de brinquedos eróticos, por exemplo, enquanto a COLT Leather produz roupas de couro. A revista "COLT" é conhecida como a "Playboy" gay. 

## História
A COLT Studio Group foi fundada pelo famoso fotógrafo Jim French. Contudo, posteriormente ele vendeu a empresa para John Rutherford e seu parceiro Tom Settle. 

### Controvérsias
Em 2007, ano em que a COLT Studios Group comemorou seu quadragésimo aniversário, o prefeito de São Francisco, Gavin Newsom, assinou uma proclamação declarando o dia 23 de Fevereiro de 2007 como o "Colt Studio Day", ou "Dia dos estúdios Colt", em comemoração ao aniversário da empresa. Mas, essa decisão gerou controvérsias e atraiu críticas dos comentaristas mais conservadores, incluindo o apresentador da Fox News Channel Bill O'Reilly.